# Tre Valli Varesine 2016
La Tre Valli Varesine 2016, novantaseiesima edizione della corsa, valevole come evento dell'UCI Europe Tour 2016 e della Coppa Italia 2016, di categoria 1.HC, si svolse il 27 settembre 2016 su un percorso di 192,9 km. La vittoria fu appannaggio dell'italiano Sonny Colbrelli che terminò la gara in 4h48'18", alla media di 40,15 km/h, precedendo i connazionali Diego Ulissi e Francesco Gavazzi.
Sul traguardo di Varese 82 ciclisti portarono a termine la competizione.

## Squadre partecipanti
| N.      | Cod. | Squadra                     |
| ------- | ---- | --------------------------- |
| 1-8     | AST  | Astana Pro Team             |
| 11-18   | LAM  | Lampre-Merida               |
| 22-28   | OBE  | Orica-BikeExchange          |
| 31-38   | TNK  | Tinkoff                     |
| 41-48   | DDD  | Team Dimension Data         |
| 51-58   | MOV  | Movistar Team               |
| 61-68   | FDJ  | FDJ                         |
| 71-78   | CDT  | Cannondale-Drapac           |
| 81-88   | TGA  | Team Giant-Alpecin          |
| 91-98   | BMC  | BMC Racing Team             |
| 101-108 | AND  | Androni Giocattoli-Sidermec |
| 111-118 | BAR  | Bardiani-CSF                |
| 121-128 | STH  | Wilier Triestina-Southeast  |
| 131-138 | NIP  | Nippo-Vini Fantini          |

| N.      | Cod. | Squadra                      |
| ------- | ---- | ---------------------------- |
| 141-147 | SSG  | Stölting Service Group       |
| 151-158 | CJR  | Caja Rural-Seguros RGA       |
| 161-168 | BOA  | Bora-Argon 18                |
| 171-177 | ROT  | Team Roth                    |
| 181-187 | GAZ  | Gazprom-RusVelo              |
| 191-197 | TSV  | Topsport Vlaanderen-Baloise  |
| 201-207 | DMP  | Delko-Marseille Provence-KTM |
| 211-217 | TNN  | Team Novo Nordisk            |
| 221-228 | CCC  | CCC Sprandi Polkowice        |
| 231-236 | ITA  | Italia                       |
| 241-246 | ADR  | Adria Mobil                  |
| 251-255 | NMG  | Norda-MG.Kvis Vega           |
| 261-265 | UNI  | Unieuro-Wilier               |

## Ordine d'arrivo (Top 10)
| Pos. | Corridore          | Squadra    | Tempo    |
| ---- | ------------------ | ---------- | -------- |
| 1    | Sonny Colbrelli    | Bardiani   | 4h48'18" |
| 2    | Diego Ulissi       | Lampre     | s.t.     |
| 3    | Francesco Gavazzi  | Androni    | s.t.     |
| 4    | Tom-Jelte Slagter  | Cannondale | s.t.     |
| 5    | Giovanni Visconti  | Movistar   | s.t.     |
| 6    | Philippe Gilbert   | BMC        | s.t.     |
| 7    | Jens Keukeleire    | Orica      | s.t.     |
| 8    | Gianluca Brambilla | Italia     | s.t.     |
| 9    | Fabio Aru          | Astana     | s.t.     |
| 10   | Kristian Sbaragli  | Dimension  | s.t.     |